# AP-12

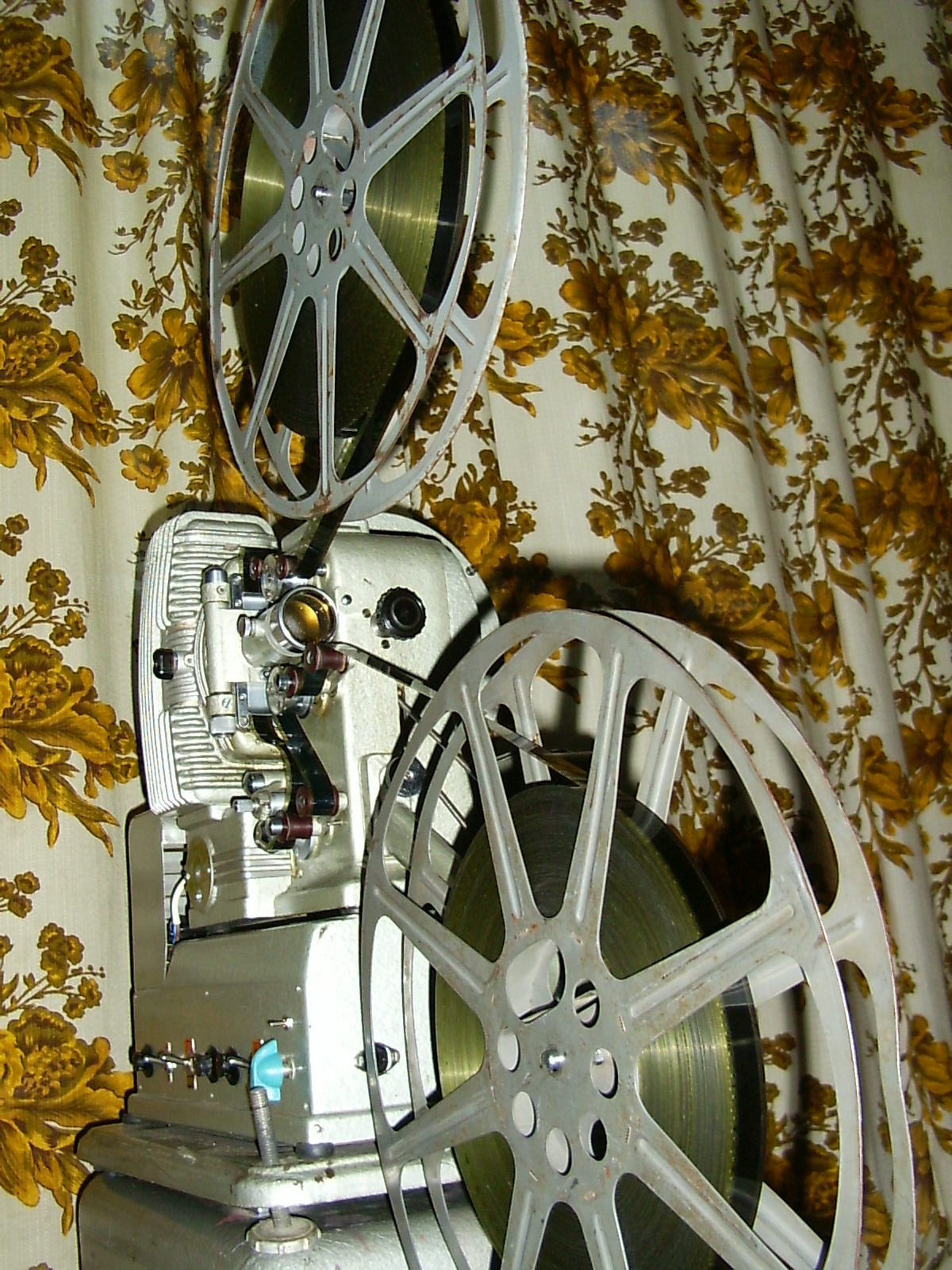
Projektor filmowy AP-12 produkcji Łódzkich Zakładów Kinotechnicznych

AP-12 – projektor filmowy służący do projekcji na taśmie 16 mm, produkowany w latach 50. i 60. XX wieku przez Łódzkie Zakłady Kinotechniczne. Projektor przeznaczony był dla sal projekcyjnych o maksymalnej pojemności 200 miejsc.

## Konstrukcja
Źródło światła projektora stanowiła żarówka projekcyjna o mocy 750 W, na
napięcie 110 V. Napęd stanowił jednofazowy silnik ze zwartym uzwojeniem
wirnika (25 W, 110 V). W projektorze zastosowano optyczny układ odczytu dźwięku,
składający się z żarówki naświetlającej (6 V, 5 A), mikroobiektywu i komórki fotoelektrycznej typu 221. 

## Wyposażenie
W zestawie wraz z projektorem znajdowały się oddzielne głośniki (3 x 3 W) oraz
autotransformator 220/120/110 V o mocy 1,2 kW. Aparat dostarczany był z obiektywem o ogniskowej 50 mm i otworze względnym 1:1,6.

## Wybrane parametry techniczne
- Strumień świetlny: 180 lm
- Wymiar podstawy ekranu max.: dyfuzyjny – do 2 m, metalizowany – do 3 m
- Wzmacniacz: 8 W
- Wymiary gabarytowe (wraz ze wzmacniaczem): 400 x 300 x 450 mm
- Masa: 31 kg